# Федоровский, Фёдор Алексеевич
Фёдор Алексеевич Машкин (15 февраля 1901, Обоянь — 14 сентября 1985, Ленинград) — советский актёр театра, кино и озвучивания. Наиболее известен под сценической фамилией Федоровский.

## Биография
Родился 15 февраля 1901 года в городе Обоянь Курской губернии, в семье матери домохозяйки, которая воспитывала четырёх сыновей и трёх дочерей, и отца, который был купцом первой гильдии, позже работающий с мелким бизнесом, открывал собственную булочную лавочку, а после работал счетоводом в Обществе кредита.
В 1919 году случным образом столкнулся с искусством. Был приглашён суфлёром в Обояньский театр наробраза. Данное мероприятие отложилось в памяти Федоровского и мужчина решился к стремлению оказаться на сцене самостоятельно. Три года отслужил в Красной армии. Федоровскому получалась совмещать армию и учёбу на вечернем отделении Курского техникума сценических искусств, окончив его в 1922 году и на момент демобилизации в 1923 году являлся уже профессиональным артистом.
Изначально стал служить в различных театрах города Курска. В 1932 году был приглашён в труппу Ленинградского Красного театра (театр Ленинского Комсомола), в котором стал служить до 1941 года. Также служил в Театре Балтийского Флота с 1949 года по 1956 год. В своё время[когда?] принимал участие в Ленинградском театре киноактёра. С 1934 года стал киноактёром, сыграв свою первую роль.
В 1974 году вышел на пенсию, остаток прожитых дней провел со своей семьёй. Ушёл из жизни 14 сентября 1985 года. Урна с его прахом захоронена в колумбарии Санкт-Петербургского крематория.

## Творчество

### Фильмография
- 1934 — Поручник Киже — гренадер
- 1936 — Депутат Балтики — матрос
- 1937 — Возвращение Максима
- 1937, 1939 — Великий гражданин — сотрудник НКВД
- 1938 — Амангельды — Егор Лаврентьев
- 1939 — Мужество — Быстров; капитан
- 1939 — Станица Дальняя — председатель колхоза
- 1940 — Голос Тараса (короткометражный) — танкист
- 1940 — Разгром Юденича — Фёдоров
- 1942 — Александр Пархоменко — красный командир
- 1942 — Антоша Рыбкин (короткометражный) — капитан
- 1942 — Секретарь райкома — бухгалтер
- 1942 — Оборона Царицына
- 1943 — Белорусские новеллы (киносборник) — танкист; 2-я серия
- 1943 — Фронт — адъютант Горлова
- 1944, 1945 — Иван Грозный — архиерей
- 1945 — Небесный тихоход
- 1945 — Простые люди — Федоричев
- 1947 — Новый дом — колхозник
- 1956 — Дорога правды — рабочий на собрании
- 1957 — Бессмертная песня — Игнатюк; матрос, предсовета
- 1959 — Горячая душа — Алексей Бирюков
- 1959 — Либерал (короткометражный) — швейцар Егор
- 1959 — Не имей 100 рублей… — швейцар
- 1960 — И снова утро — гардеробщик
- 1960 — Люблю тебя, жизнь! — член парткома
- 1960 — Человек с будущим — Алексей Гаврилович; раненый шахтёр
- 1963 — Мандат — машинист
- 1963, 1965 — Принимаю бой — работник заводоуправления
- 1964 — Гамлет
- 1965 — Заговор послов — налётчик
- 1967 — Зимнее утро — Тимофей Павлович; однополчанин Воронова
- 1967 — Мятежная застава — рабочий
- 1970 — Крушение империи — рабочий